# سيميون درابر
سيميون درابر (بالإنجليزية: Simeon Draper) هو شخصية أعمال أمريكي، ولد في 1804 في Brookfield, Massachusetts ‏ في الولايات المتحدة، وتوفي في 6 نوفمبر 1866 في Whitestone, Queens ‏ في الولايات المتحدة.